# Ernesto Sanz de Santamaría
Ernesto Sanz de Santamaría Valenzuela fue un político conservador colombiano que desempeñó importantes cargos públicos en Bogotá, empezando el siglo XX.
Fue presidente del consejo municipal de Bogotá y Alcalde Ordinario de Santafé de Bogotá de 1921 a 1925. Era íntimo amigo del líder conservador y presidente de Colombia Laureano Gómez